# Senato (Canada)
Il Senato del Canada (in inglese Senate of Canada, in francese Sénat du Canada) è una componente del Parlamento del Canada, assieme al sovrano (rappresentato dal Governatore Generale) e alla Camera dei Comuni, la camera bassa.
Il Senato, ossia la camera alta, è composto da 105 membri nominati dal Governatore generale su proposta del Primo ministro. 
I seggi sono assegnati su base regionale, con le quattro maggiori province (Ontario, Québec, Province marittime e Canada Occidentale) che hanno diritto a ventiquattro senatori, mentre sei senatori sono attribuiti alla provincia di Terranova e Labrador, e uno ciascuno ai tre Territori. I Senatori rimangono in carica fino al settantacinquesimo anno d'età.